# Eumacronychia duplicata
Eumacronychia duplicata är en tvåvingeart som beskrevs av Henry J. Reinhard 1944. Eumacronychia duplicata ingår i släktet Eumacronychia och familjen köttflugor. Inga underarter finns listade i Catalogue of Life.